# Vítámvás
Vítámvás (ženská podoba Vítámvásová) je málo používané české příjmení. V Česku žilo k roku 2017 114 mužů a 115 žen s tímto příjmením. Nejvíce lidí s tímto příjmením se nachází v Jihomoravském kraji (35) a v kraji Vysočina (31).
Toto příjmení je vytvořeno ze sousloví Vítám vás.
Podobně znějící příjmení jsou například Vitámvás (64 lidí), Vitamvás (28 lidí), Vítamvas (1 člověk), Vítamvás (1 člověk).